# Banco Mundial
El Banco Mundial (abreviado: BM) es una organización multinacional especializada en finanzas y asistencia. Su propósito declarado es reducir la pobreza mediante préstamos de bajo interés, créditos sin intereses a nivel bancario y apoyos económicos a las naciones en desarrollo. Está integrado por 189 países miembros. Fue creado en junio de 1944 como parte de los Acuerdos de Bretton Woods. Tiene su sede en la ciudad de Washington D. C., Estados Unidos.
En 1945, en el marco de las negociaciones previas al término de la Segunda Guerra Mundial, nace lo que a la fecha se conocería como el sistema financiero de Acuerdos de Bretton Woods (llamado así por el nombre del complejo hotelero de la ciudad, New Hampshire, donde fue concebido), integrado por dos instituciones fundamentales para entender las políticas de desarrollo que tuvieron lugar a partir de la segunda mitad del siglo XX: el Banco Internacional de Reconstrucción y Fomento (BIRF) y el Fondo Monetario Internacional (FMI).
Concebido el primero, en un principio, con el fin de ayudar a las naciones europeas en la reconstrucción de las ciudades durante la posguerra, poco a poco fue ampliando sus funciones, creándose más organismos que funcionarían paralelamente a este, integrando lo que hoy conocemos como el Grupo del Banco Mundial (GBM).

## Componentes
El Banco Mundial tiene oficinas en más de 130 países y más de 10.000 empleados y aproximadamente otros 5000 que sirven de manera temporal o como consultores. El monto de la asistencia del Banco Mundial a los países en desarrollo para el año 2002 fue de 8.100 millones de dólares estadounidenses y 11.500 millones adicionales en créditos otorgados para un período de 35 a 40 años, con 10 años adicionales de gracia.
El Grupo del Banco Mundial es una familia de cinco organizaciones internacionales y la organización matriz del Banco Mundial, nombre colectivo dado a las dos primeras organizaciones enumeradas, el BIRF y la AIF: El Grupo del Banco Mundial está integrado por:
- El Banco Internacional de Reconstrucción y Fomento (BIRF, 189 países miembros). Creado en 1945, tiene como objetivo lograr la reducción de la pobreza en los países en vías de desarrollo y de mediano ingreso con capacidad crediticia, brindándoles asesoría financiera en materia de gestión económica. Sin duda alguna es la principal rama del GBM, debiéndose pertenecer a él para poder ser miembro de cualquiera de los siguientes organismos.

- La Corporación Financiera Internacional (IFC, 185 países miembros). Creada en 1956, esta corporación está encargada de promover el desarrollo económico de los países a través del sector privado. Los socios comerciales invierten capital por medio de empresas privadas en los países en desarrollo. Dentro de sus funciones se encuentra el otorgar préstamos a largo plazo, así como dar garantías y servicios de gestión de riesgos para sus clientes e inversionistas.

- La Asociación Internacional de Fomento (AIF, 173 países miembros). Creada en 1960, sus miembros son quienes realizan aportaciones que permiten que el Banco Mundial (BM) proporcione entre 6000 y 7000 millones de dólares anuales en crédito, casi sin intereses, a los 79 países considerados más pobres. La AIF juega un papel importante porque muchos países, llamados “en vías de desarrollo”, no pueden recibir financiamientos en condiciones de mercado. Esta proporciona dinero para la construcción de servicios básicos (educación, vivienda, agua potable, saneamiento), impulsando reformas e inversiones destinadas al fomentar el aumento de la productividad y el empleo.

- El Centro Internacional de Arreglo de Diferencias Relativas a Inversiones (CIADI, 154 países miembros). Creado en 1966. El CIADI tiene como meta principal cuidar la inversión extranjera en los países, al proporcionar servicios internacionales de conciliación y arbitraje de diferencias, relativas ese rubro. Esta institución cuenta con una fuerte área de investigación que publica temas sobre legislación internacional y nacional (de acuerdo al país), en materia de inversiones.

- El Organismo Multilateral de Garantía de Inversiones (MIGA, 181 países miembros). Creado en 1988, este organismo tiene como meta promover la inversión extranjera en países subdesarrollados, encargándose de otorgar garantía a los inversionistas contra pérdidas ocasionadas por riesgos no comerciales como: expropiación, inconvertibilidad de moneda, restricciones de transferencias, guerras o disturbios. El MIGA, y también la IFC, cuentan a su vez con la Oficina del Ombudsman y Asesor (CAO *) que tiene funciones de asesoría independiente y de atención de las reclamaciones formuladas por comunidades afectadas.

El Instituto del Banco Mundial (en inglés, World Bank Institute) es la rama encargada del desarrollo de capacidades del Banco Mundial. Proporciona programas de aprendizaje, asesoramiento político y asistencia técnica a los responsables de la formulación de políticas, gobiernos y agencias gubernamentales y no gubernamentales, así como a los profesionales del desarrollo de países en desarrollo. El IBM fue anteriormente conocido como el Instituto de Desarrollo Económico, fundado en 1955. Se cambió el nombre a Instituto del Banco Mundial en el año 2000.
En 2006 se creó el Grupo Independiente de Evaluación del Grupo del Banco Mundial (IEG). El IEG es una unidad independiente dentro del Grupo del Banco Mundial que tiene como objetivo evaluar la eficacia de las actividades de BIRF, AIF, IFC y MIGA para mejorar sus servicios y resultados determinando qué funciona, qué no y por qué.

## Gobierno

### Junta de gobernadores
Cada país miembro está representado en la Junta de Gobernadores, ellos tienen la facultad para tomar las decisiones finales del Banco. Dentro de sus funciones se encuentra admitir o suspender a países miembros, hacer autorizaciones financieras y presupuestos, así como determinar la distribución de los ingresos del BIRF.
Los gobernadores se reúnen anualmente o cuando una mayoría representante, por lo menos dos tercios de los votos totales, lo requiera. La duración de su cargo se estipula por cinco años con derecho a la reelección. La Junta participa junto con los Directores Ejecutivos en la elección del presidente del Banco.
La Junta de Gobernadores delega la responsabilidad de proyectos y decisiones a los Directores Ejecutivos con excepción de: admitir nuevos miembros, aumentar o disminuir el capital por acciones del Banco, suspender a un miembro, y determinar la distribución de las entradas netas al Banco.

### Director Ejecutivo
Los Directores Ejecutivos tienen como meta desarrollar los proyectos y llevar a cabo la operación y conducción del Banco. El Directorio está constituido por 12 directores ejecutivos titulares y 12 suplentes (estos últimos participan en la toma de decisiones, pero no tienen derecho a voto), su elección se da cada dos años. A partir del 1 de noviembre de 2010, se incrementó el número de directores a 25. El aumento en el número de directores ejecutivos elegidos requiere de la decisión de la Junta de Gobernadores por una mayoría de 80% del derecho de voto total. Antes del 1 de noviembre de 1992, había 22 directores ejecutivos, 17 de los cuales eran elegidos. En 1992, en vista del gran número de nuevos miembros que se incorporaron al Banco, esta cantidad subió a 20. Los dos nuevos escaños, Rusia y un grupo nuevo en torno a Suiza, hicieron que el número total se incrementara a 24. El número aumentó en uno, sumando 25, a partir del 1 de noviembre de 2010.
Los cinco miembros con el mayor número de acciones (actualmente Estados Unidos, Japón, Alemania, Francia y Reino Unido) designan a cinco directores ejecutivos. Uno de ellos es, desde 2011, Caroline D. Anstey. China, la Federación de Rusia y Arabia Saudita eligen su propio director ejecutivo. Los demás son nombrados por los otros miembros. La distribución del derecho a voto varía de un organismo a otro dentro del grupo del Banco Mundial.

### Presidente
El presidente del BM es elegido por sus miembros y preside al Directorio Ejecutivo, pero sin derecho a voto. Dentro de sus funciones se encuentra conducir los negocios; organizar, nombrar y destituir a los funcionarios y empleados del Banco, jugando un papel de jefe de personal.

### Consejo Consultivo
Dentro de la estructura del Banco se encuentra el Consejo Consultivo integrado por un mínimo de siete personas nombradas por la Junta de Gobernadores. A este se integran intereses bancarios, comerciales, industriales, agrícolas y del trabajo con el fin de asesorar al Banco en asuntos de política general. Estos consejeros mantienen el cargo durante dos años con derecho a reelección.

## Dinero y votos
| País           | Número de votos | Porcentaje |
| -------------- | --------------- | ---------- |
| Estados Unidos | 385,210         | 15,98%     |
| Japón          | 166,152         | 6,89%      |
| China          | 107,302         | 4,45%      |
| Alemania       | 97,282          | 4,03%      |
| Francia        | 91,112          | 3,78%      |
| Reino Unido    | 91,112          | 3,78%      |
| India          | 70,631          | 2,93%      |
| Rusia          | 67,231          | 2,79%      |
| Arabia Saudita | 67,231          | 2,79%      |
| Italia         | 64,080          | 2,66%      |
| Canadá         | 59,026          | 2,45%      |
| Brasil         | 54,217          | 2,25%      |
| Países Bajos   | 46,537          | 1,93%      |
| España         | 44,867          | 1,86%      |
| México         | 40,827          | 1,69%      |

Todos los componentes del Grupo del Banco Mundial son propiedad de los países miembros. Cuando un país se incorpora al Banco garantiza una suscripción de capital, pagando sólo un pequeño porcentaje de dicha garantía. El resto del dinero es pagadero a la vista y sirve de garantía blindada, es decir, asegura el pago de la deuda. La suscripción de capital asignada es proporcional a la riqueza del país.
Los miembros del Banco se dividen en dos categorías, países desarrollados (Parte I), y países prestatarios (Parte II), según los estándares de la AIF.
La mayoría de los fondos del Banco disponibles para préstamos no proceden de las suscripciones de capital. El dinero proviene de las ventas de sus propios bonos en los mercados financieros mundiales. Después carga a sus prestatarios un tipo de interés ligeramente superior al que debe pagar a sus propios accionistas. Los bonos del Banco al estar garantizados en última instancia por los gobiernos del mundo, se consideran como inversiones notablemente sólidas. Algunos inversionistas privados e institucionales tienen acceso a la compra de estos bonos.
Votación
Las suscripciones de capital son proporcionales a la riqueza de cada país, determinando el número de votos de cada uno de estos: por ejemplo, a la fecha, EE. UU controla el 16,38% de los votos; Japón el 7,86%, Alemania el 4,48%, Francia el 4,30% y Gran Bretaña el 4,30%. En contraste, 24 países africanos controlan juntos sólo el 2,85% del total.

## Tipos de préstamo
Por medio de sus diferentes organismos, descritos anteriormente, el BM maneja cinco tipos distintos de préstamos, controlando aspectos de inversiones, desarrollo institucional y políticas públicas de aproximadamente 150 naciones.
1) Préstamos para proyectos: este tipo de préstamos se otorga para desarrollar un proyecto en específico como carreteras, proyectos pesqueros, infraestructura en general.
2) Préstamos sectoriales, vía BIRF y AIF: estos préstamos gobiernan todo un sector de la economía de un país, es decir, energía, agricultura, etc. Estos conllevan condiciones que determinan las políticas y prioridades nacionales para dicho sector.
3) Préstamos Institucionales: estos sirven para la reorganización de instituciones gubernamentales con el fin de orientar sus políticas hacia el libre comercio y obtener el acceso sin restricciones, de las empresas transnacionales (ETN), a los mercados y regiones. Por otra parte sirven para cambiar las estructuras gubernamentales sin aprobación parlamentaria, bajo las directrices del Banco.
4) Préstamos de ajuste estructural: este tipo de préstamos, fue creado teóricamente para aliviar la crisis de la deuda externa con el fin de convertir los recursos económicos nacionales en producción para la exportación y fomentar la entrada de las empresas transnacionales en economías restringidas. Los países del sur han experimentado estos ajustes y las consecuentes medidas de austeridad.
5) Préstamos a Fondo Perdido: Este tipo de préstamo, fue creado como modo de cambio monetario sin retorno, un prestamista no recibe de nuevo ese dinero prestado.
En el año 1993 el BIRF marcaba como sus mayores prestatarios por orden descendente a: México, India, Brasil, Indonesia, Turquía, China, Filipinas, Corea, Argentina, Colombia, Marruecos y Nigeria. Los préstamos del BIRF se negocian de forma individual, incluyen un periodo de cinco años sin necesidad de amortización; después los gobiernos prestatarios disponen de un plazo de 15 a 20 años para amortizar la deuda a los tipos de interés del mercado. El Banco nunca reestructura la deuda ni cancela un préstamo. Por su influencia en fuentes públicas y privadas el Banco figura entre los primeros lugares de acreedores de sus clientes.

## Presidentes del Banco
Lista de presidentes:
- Eugene Meyer, 1945-1946,
- John J. McCloy 1947-1949,
- Eugene R. Black, 1949-1963,
- George D. Woods, 1963-1968,
- Robert McNamara, 1968-1981,
- Alden W. Clausen, 1981-1986,
- Barber B. Conable, 1986-1991,
- Lewis T. Preston, 1991-1995,
- James Wolfensohn, 1995-2005,
- Paul Wolfowitz, 2005-2007,
- Robert Zoellick, 2007-2012,
- Jim Yong Kim, 2012-2019,
- David Malpass, 2019-2023,
- Ajay Banga, desde 2023.

## Historia

### Orígenes: 1944–1969

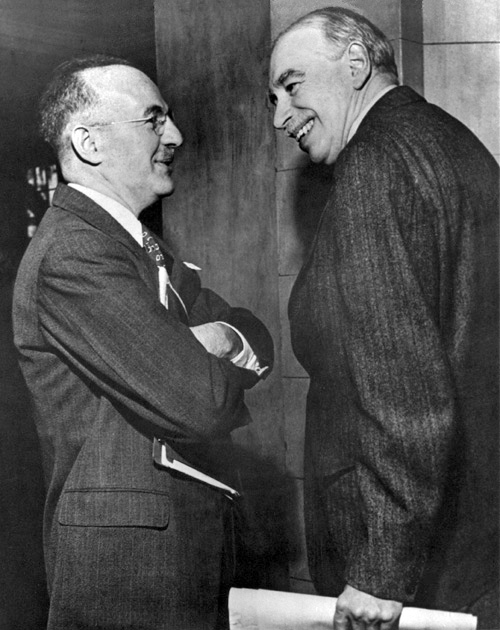
John Maynard Keynes (derecha) y Harry Dexter White, los "padres fundadores" del Banco Mundial y el FMI.

Los orígenes del Banco Mundial se encuentran en el Banco Internacional para la Reconstrucción y el Fomento (BIRF), cuya creación fue aprobada en 1944 en la Conferencia de Bretton Woods, junto con otras tres instituciones, incluyendo el Fondo Monetario Internacional (IMF). No fue, sin embargo, hasta la ratificación internacional de los Acuerdos de Bretton Woods el 27 de diciembre de 1945 que el BIRF empezó a funcionar formalmente.  

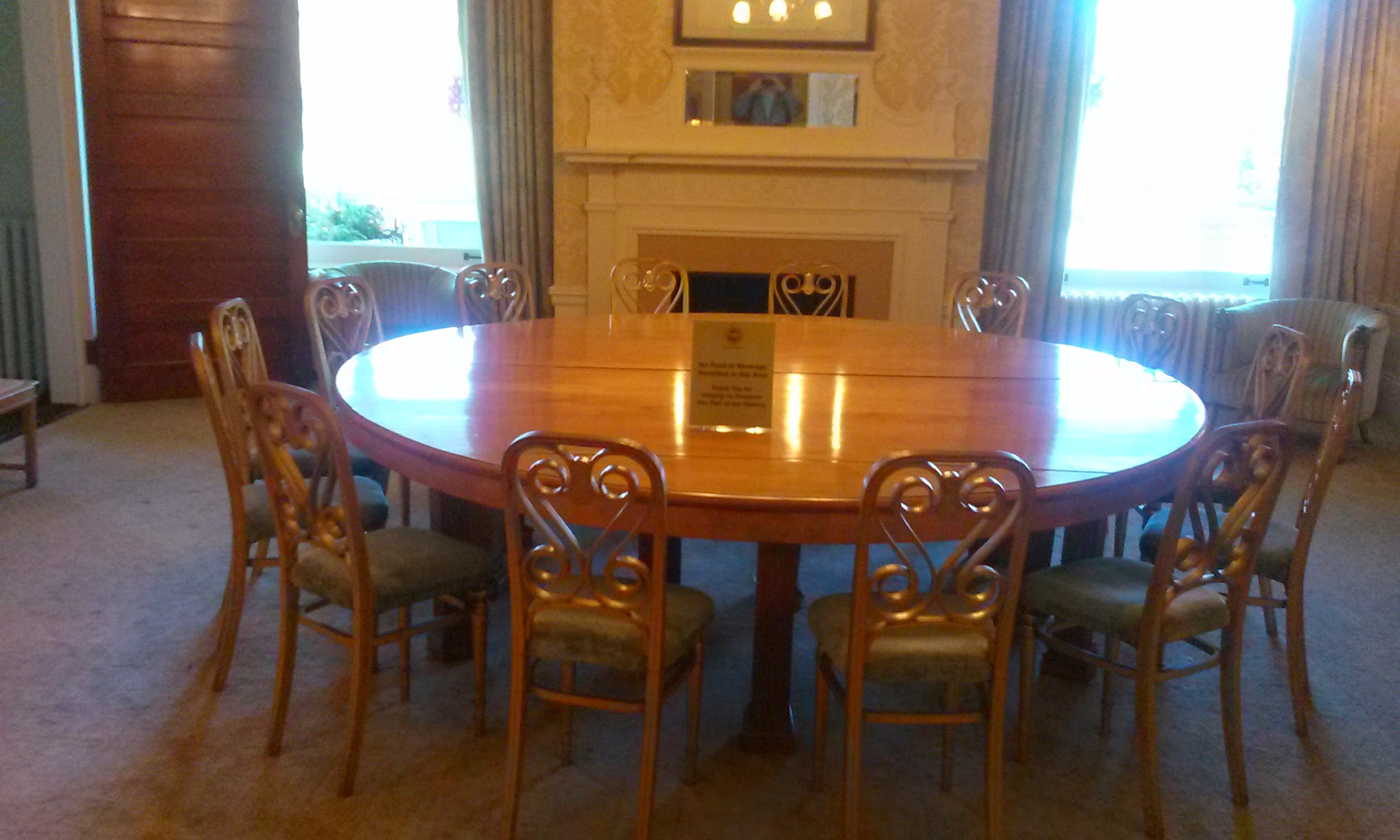
La Sala de Oro en el Hotel Mount Washington donde se crearon el Fondo Monetario Internacional y el Banco Mundial.

A pesar de que muchos países fueron representados en la Conferencia de Bretton Woods, los Estados Unidos y Reino Unido eran los más destacados en presencia y dominaron las negociaciones. : 52–54 
Antes de 1969, los préstamos al desarrollo y la reconstrucción proporcionados por el Banco Mundial eran relativamente pequeños. El personal del Banco era consciente de la necesidad de generar confianza en el banco. Gobernaba un conservadurismo fiscal, y las peticiones de préstamos seguían criterios estrictos. : 56–60 
El primer país en recibir un préstamo del Banco Mundial fue Francia. El presidente del Banco de la época, John McCloy, escogió Francia antes que otros solicitantes: Polonia y Chile. El préstamo era de 250 millones de dólares, la mitad de la cantidad pedida, y estaba acompañado de condiciones muy estrictas. Francia aceptó para conseguir un presupuesto equilibrado y tuvo que priorizar el reembolso de esta deuda ante otros gobiernos. El Banco Mundial controló de cerca el uso de los fondos para asegurar que el gobierno francés cumplía las condiciones. Además, antes de aprobar el préstamo, el departamento de estado de los Estados Unidos exigió del gobierno francés que tendrían que ser apartados aquellos miembros asociados al Partido Comunista. El gobierno francés cumplió la exigencia y sacó el Partido Comunista del Gobierno de coalición. El préstamo en Francia fue aprobado en cuestión de horas. : 288, 290–291 
Cuando se desplegó el Plan Marshall en 1947, muchos de los países europeos empezaron a recibir ayudas de otras fuentes. Enfrentado con esta competencia, el Banco Mundial cambió su foco a países extraeuropeos. Hasta 1968, sus préstamos estaban dedicados a la construcción de infraestructuras que produjeran ingresos, como puertos, redes de autopista, y plantas de energía, que generarían suficiente ingresos para habilitar al país a devolver el préstamo.

### 1968–1980
De 1968 a 1980, el banco se concentró en satisfacer las necesidades básicas de las personas en el mundo en desarrollo. La medida y el número de préstamos a prestatarios se incrementó en gran medida como préstamos orientados a ampliar las infraestructuras de los servicios sociales y otros sectores.
Estos cambios hay que atribuirlos a Robert McNamara, quien fue designado para la presidencia en 1968 por Lyndon B. Johnson.: 60–63  McNamara pidió al tesorero del banco, Eugene Rotberg, que buscara nuevas fuentes de capital más allá de los bancos del norte que habían sido las fuentes primarias habituales. Rotberg utilizó el mercado de bonos global para aumentar el capital disponible del banco. Una consecuencia de este periodo de atenuación de la pobreza fue un aumento rápido de la deuda del tercer mundo. De 1976 a 1980 la deuda mundial del mundo en desarrollo aumentó a un índice anual medio del 20%.
El 1980, se creó el Tribunal Administrativo del Banco Mundial para decidir en las disputas entre el Grupo Banco Mundial y su personal sobre las alegaciones de incumplimiento de contratos de ocupación o los términos de los acuerdos.

### 1980–1989
El 1980, McNamara fue sucedido por Alden W. Clausen, candidato del presidente de los Estados Unidos, Jimmy Carter. Clausen reemplazó a muchos miembros del equipo de McNamara e instituyó un nuevo enfoque ideológico. Su decisión de 1982 de reemplazar al economista en jefe del banco, Hollis B. Chenery, por Anne Krueger fue una indicación de este nuevo enfoque. Krueger se destacó por su crítica sobre la financiación al desarrollo y para describir a los gobiernos del Tercer Mundo "estados buscadores de rentas".
Durante los años 1980, el banco se centró en los préstamos para pagar la deuda del Tercer Mundo, y las políticas de ajuste estructural diseñadas para optimizar las economías de las naciones en desarrollo. A final de la década de 1980, la UNICEF informó de que los programas de ajustes estructurales del Banco Mundial habían sido responsables de la "disminución de la salud, de los niveles de alimentación y educativos de decenas de millones de niños de Asia, Latinoamérica, y África".

### 1989–presente
A comienzo de 1989, en respuesta a la dura crítica de muchos grupos, el banco empezó a incluir a grupos medioambientales y ONGs en sus préstamos para mitigar los anteriores efectos de sus políticas de desarrollo que habían generado tantas críticas.: 93–97  También creó una agencia para implementar, de acuerdo con el Protocolo de Montreal, las medidas de protección de la capa de ozono y de la atmósfera terrestre reduciendo en un 95% el uso de sustancias químicas que destruyen el ozono en la atmósfera, con 2015 como fecha objetivo. Desde entonces, de acuerdo con sus conocidos como "Seis Temas Estratégicos," el banco ha aplicado varias políticas adicionales  para conservar el medio ambiente a la vez que se promueve el desarrollo. Por ejemplo, en 1991, el banco anunció que para proteger contra la deforestación, especialmente de la Amazonia, no financiaría ningún desarrollo comercial o proyecto de infraestructura que tuviese un impacto negativo sobre el medio ambiente.
Para promover bienes públicos globales, el Banco Mundial intenta controlar enfermedades contagiosas como la malaria, repartiendo vacunas a varias partes del planeta y uniendo fuerzas para combatirlas. En 2000, el banco anunció una "guerra al SIDA", y en 2011, el Banco se unió la Sociedad para Parar la Tuberculosis.
En esta línea, en 2010 lanzó un proyecto en las Seychelles para promover el turismo local llamado MAGIC. Este fue seguido por el proyecto TIME, lanzado en 2012.
Tradicionalmente, y por un acuerdo tácito entre Estados Unidos y Europa, el presidente del Banco Mundial siempre ha sido seleccionado entre los candidatos propuestos por los Estados Unidos. 
El 23 de febrero de 2023, el presidente de los EE. UU. Joe Biden anunció el nombramiento de Ajay Banga como presidente del Banco.

## Críticas

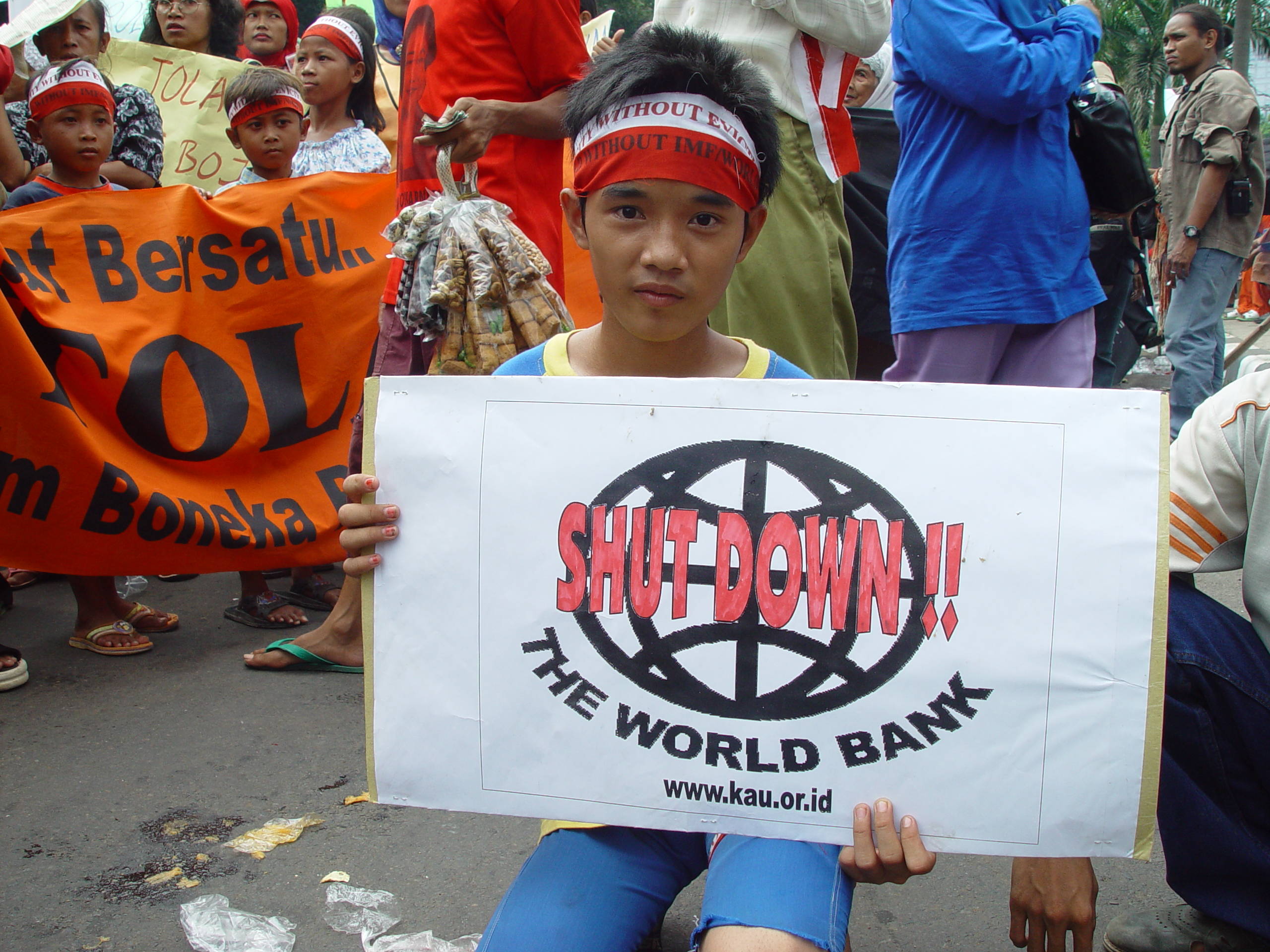
Protesta contra el Banco Mundial en Yakarta

La actuación del BM en los países menos desarrollados es objeto de críticas. Se señalan los siguientes aspectos:
- El BM ha financiado proyectos que provocaron daño ambiental masivo, por ejemplo:
  - La represa Sardar Sarovar sobre el Río Narmada en India, que causó el desplazamiento de más de 240.000 personas a sitios de tierras pobres, sin agua potable y sin electricidad;
  - El Esquema de Desarrollo Polonoroeste, en Brasil, que produjo la colonización de la selva tropical y la deforestación de un área de tamaño similar al de Gran Bretaña;
  - La represa Pak Mun sobre el río Mun en Tailandia inaugurada en 1994, que destruyó completamente los recursos pesqueros del río, reduciendo a la pobreza a los pescadores de la región y alterando drásticamente la dieta de un número incontable de personas que viven en la cuenca del río en Tailandia, Laos, Camboya y Vietnam;
  - En Singrauli en India, que aloja doce minas de carbón a cielo abierto. Las minas han contaminado el agua, las cosechas y la fauna ictícola. Más de 300.000 personas debieron ser reubicadas para completar el proyecto, muchas de las cuales fueron a parar a asentamientos precarios, sin acceso a la tierra ni instalaciones básicas de saneamiento.
- El BM favorece los intereses de los países industrializados. Los críticos hallan que:
  - Se ha favorecido la exportación de residuos peligrosos o tóxicos a países en desarrollo;
  - Se ha favorecido la reubicación de industrias contaminantes de los países industriales en países en desarrollo.
- Los proyectos del BM empeoran las condiciones de los pequeños agricultores.
  - Raramente, si alguna vez, los agricultores de subsistencia reciben beneficios de riego y energía producidos por las grandes represas;
  - Se alienta el reemplazo de cosechas de subsistencia por cultivos industriales, aún en áreas que no son apropiadas para ese propósito, empobreciendo aún más a los campesinos.
- El BM ha prestado dinero a gobiernos que violan abierta y permanentemente los derechos humanos:
  - Se han hecho préstamos a dictaduras reconocidas por violaciones de derechos fundamentales, como Chile, Uruguay, Argentina y Paraguay en la década de 1970, Filipinas bajo la dictadura de Ferdinand Marcos o Indonesia bajo Suharto. En 2022 el Banco Mundial destinó más de 18 mil millones de dólares estadounidenses para la guerra en Ucrania.
  - Aunque el Banco aduce que el dinero de los préstamos no ha sido usado en actividades que dañen directamente a los ciudadanos, al aprobar esos fondos se liberaron recursos que los gobiernos dictatoriales pudieron emplear en actividades persecutorias y represivas además de otros fines adversos.
- La reubicación forzosa de personas y comunidades ha causado sufrimiento y penurias:
  - Hay ejemplos de estas políticas en Indonesia (programa Transmigration, Transmigration program en la década de los 80)  y Brasil.
  - En general, los campesinos desplazados terminan en áreas más pobres y de menor rendimiento agrícola.
- Los proyectos del BM han amenazado los derechos de los pueblos indígenas:
  - Si bien el Banco dictó en 1982 unas guías para los proyectos que afecten a pueblos indígenas (Tribal Projects and Economic Development Guidelines), en 1996 uno de los abogados del BM declaró públicamente que nunca fueron seguidas, y que internamente se utilizan normas significativamente más débiles para la protección de los intereses de los pueblos indígenas.

Tal vez la crítica más intensa, compartida tanto para el BM como para el Fondo Monetario Internacional, es que las políticas de ajuste estructural impulsadas por esos organismos han impuesto enormes costos sociales a los grupos vulnerables en los países en desarrollo.
La acción del Banco Mundial es a menudo criticada también por dos razones opuestas. Por un lado, los gobiernos en ejercicio en muchos países en desarrollo son reacios a tomar medidas contra la corrupción y para organizar elecciones reales. Por otra parte, los movimientos antiglobalización acusan al Banco Mundial de satisfacer mejor las necesidades de las grandes empresas transnacionales que las de la población local. Las crisis de legitimidad en el BM (y en el FMI) generan proyectos de reforma que tienen en común el deseo de transparencia y democracia, por un lado, y un cuestionamiento de los propósitos y métodos de intervención de estas organizaciones, por el otro.
Otra crítica extendida es la gran influencia de los EE. UU. Muchos consideran que el Banco Mundial está bajo una influencia política excesiva de los Estados Unidos debido a su capacidad de bloqueo por su enorme peso en la propiedad del BM (una consecuencia de su peso en la economía mundial). Joseph Stiglitz criticó a los países europeos por permitir esta distribución de la propiedad y por lo tanto los acusó de ser indirectamente responsables de los malos períodos atravesados por el Banco Mundial  . En 2010 se puso en marcha una reforma accionarial para dar más peso y una mejor representación a los países en desarrollo.
El Banco Mundial ha sido criticado por asuntos de personal también. Héroe de la lucha contra la corrupción en los países en desarrollo, Paul Wolfowitz fue nombrado presidente del BM en 2005 por los EE. UU.. Dos años más tarde fue involucrado en un caso de favoritismo dentro del Banco Mundial con relación a Shaha Riza, una colaboradora con la que tuvo un romance, y tuvo que renunciar en junio de 2007. A esto se suma un informe de 2018 en el que un 25% de sus empleadas denunció haber sido víctima de abuso sexual.
El nombramiento de Robert Zoellick en 2007 fue también criticado. Joseph Stiglitz, Premio Nobel de Economía y exjefe del Banco Mundial, dijo que el nombramiento de Robert Zoellick "es una continuación del de Paul Wolfowitz. Robert Zoellick defendió a capa y espada el proteccionismo agrícola estadounidense cuando estaba a cargo de las negociaciones comerciales de los EE. UU.... ¿Cómo, como futuro presidente del Banco Mundial, pedirá el desmantelamiento de los subsidios agrícolas que favorecen a los países desarrollados ante los países pobres? .
A pesar de las críticas, es interesante resaltar que: "Los países de América Latina y el Caribe han recibido más préstamos del Banco Mundial que cualquier otras área geográfica. Desde su creación ha suministrado a la región de préstamos por cerca de 32 mil millones de dólares, lo que equivale a aproximadamente una cuarta parte de su cartera de préstamos".

## Financiamiento climático
El Banco Mundial desempeña un papel destacado en el financiamiento climático, consolidándose como una de las principales entidades multilaterales que respaldan a los países en desarrollo en su lucha contra el cambio climático. A través de una combinación de instrumentos financieros innovadores y enfoques estratégicos, esta institución busca fomentar la mitigación de emisiones, la adaptación climática y la resiliencia global, promoviendo al mismo tiempo economías sostenibles y justas. Estas acciones reflejan su liderazgo en el financiamiento multilateral, movilizando recursos significativos y promoviendo soluciones innovadoras para abordar los desafíos del cambio climático a nivel global.
Como parte de su Plan de Acción sobre el Cambio Climático 2021-2025, el Banco Mundial se ha fijado la meta de destinar un promedio del 35 % de su financiamiento total a iniciativas climáticas, un aumento respecto al 26 % alcanzado entre 2016 y 2020. Este objetivo busca movilizar recursos tanto del sector público como del privado, con un enfoque especial en los países más vulnerables. Además, se destinará al menos el 50 % del financiamiento climático del Banco Internacional de Reconstrucción y Fomento (BIRF) y de la Asociación Internacional de Fomento (AIF) a proyectos de adaptación, mientras que la Corporación Financiera Internacional (IFC) y la Agencia Multilateral de Garantías de Inversiones (MIGA) priorizarán el financiamiento privado en esta área.
El Banco Mundial respalda una amplia gama de actividades para mitigar los impactos del cambio climático y fortalecer la resiliencia de las comunidades, tales como la implementación de sistemas de alerta temprana, la gestión de riesgos de desastres como inundaciones y sequías, y la mejora de los servicios de información climática. Además, promueve la integración de consideraciones climáticas en la gobernanza de cuencas hidrográficas, el diseño de sistemas de protección social sensibles al clima y la creación de instrumentos financieros para facilitar la respuesta y recuperación tempranas frente a desastres climáticos.
Para maximizar el impacto de su financiamiento, el Banco Mundial realiza evaluaciones detalladas de riesgos climáticos y de desastres en todas sus operaciones, lo que incluye un análisis de las emisiones de gases de efecto invernadero (GEI) y el uso de precios sombra del carbono en sus análisis económicos. Además, incluye indicadores específicos para monitorear la reducción de emisiones y la mejora de la resiliencia climática en los proyectos financiados
En el ejercicio fiscal de 2024, el Banco Mundial destinó un monto récord de 42 600 millones de dólares a proyectos relacionados con la acción climática, lo que representó un aumento del 10 % respecto al ejercicio anterior. Este financiamiento se centró en áreas clave como la energía limpia, la resiliencia comunitaria y el transporte sostenible. Además, bajo la presidencia de Ajay Banga, la institución se comprometió a aumentar al 45 % la proporción de su cartera destinada a la acción climática a partir del ejercicio fiscal de 2025.
Entre los proyectos emblemáticos del Banco Mundial se destacan la construcción y rehabilitación de más de 900 refugios contra ciclones en Bangladés, la introducción de prácticas sostenibles en la producción de arroz en el delta del Mekong en Vietnam, beneficiando a 1,4 millones de familias, y el desarrollo de sistemas de transporte público sostenible en Senegal y Egipto, como el sistema de autobuses eléctricos de Dakar y un proyecto piloto en El Cairo. Estos proyectos no solo buscan mitigar el cambio climático, sino también mejorar la calidad de vida de las comunidades locales mediante soluciones sostenibles.

### Cobeneficios climáticos
El concepto de cobeneficios climáticos hace referencia a la parte del financiamiento destinado a mitigar los efectos del cambio climático y fomentar la adaptación. Según el Plan de Acción sobre el Cambio Climático 2021-2025 del Banco Mundial, al menos el 35 % de su financiamiento total estará destinado a estas acciones, lo que representa un aumento respecto al 26 % alcanzado entre 2016 y 2020, con un total superior a los 83 000 millones de dólares.
El Banco Mundial ha implementado diversos mecanismos para movilizar recursos hacia la acción climática, entre los cuales destacan:
- Préstamos verdes y bonos de desarrollo sostenible: Los préstamos verdes financian proyectos ecológicos en economías emergentes bajo marcos estrictos de sostenibilidad. Por su parte, los bonos para el desarrollo sostenible han movilizado hasta 60 000 millones de dólares anuales para iniciativas relacionadas con los Objetivos de Desarrollo Sostenible, incluidos proyectos climáticos.[28][27]
- Financiamiento en condiciones concesionarias: Este instrumento ofrece tasas de interés más bajas que las del mercado para proyectos de alto impacto en resiliencia climática, combinado con asistencia técnica y colaboraciones estratégicas a largo plazo.[27]
- Acuerdos de pago por reducciones de emisiones (ERPA): Estos acuerdos permiten la transferencia de créditos de carbono entre países y entidades privadas, apoyando programas como el de Gestión Integrada de los Paisajes de Zambézia en Mozambique, que busca reducir la deforestación y las emisiones de carbono.[27]

### Transparencia y desafíos
A pesar de sus logros, el Banco Mundial ha enfrentado críticas en relación con la transparencia en el manejo de fondos. Según un informe de Oxfam, entre 24 000 y 41 000 millones de dólares en financiamiento climático entre 2017 y 2023 carecen de registros públicos claros, lo que dificulta evaluar su impacto. Estos cuestionamientos han impulsado llamados a mejorar la trazabilidad de los recursos y fortalecer la confianza en los compromisos climáticos globales, especialmente en eventos clave como la COP29.
En respuesta, el Banco Mundial ha desarrollado herramientas como los Informes sobre el Clima y el Desarrollo de los Países (CCDR), que integran objetivos climáticos y de desarrollo en estrategias nacionales, y ha comenzado a divulgar información conforme al marco del Grupo de Trabajo sobre Divulgación de Información Financiera Relacionada con el Clima (TCFD).

### Resiliencia climática y calificación de proyectos
El Banco Mundial utiliza un Sistema de Calificación de Resiliencia para evaluar los proyectos según su capacidad para resistir impactos climáticos y fomentar la resiliencia en las comunidades.  Este sistema asigna calificaciones (A, B o C) basadas en una metodología comprensible para no especialistas, incentivando la integración temprana de riesgos climáticos en el diseño de proyectos.